# Globo de observación

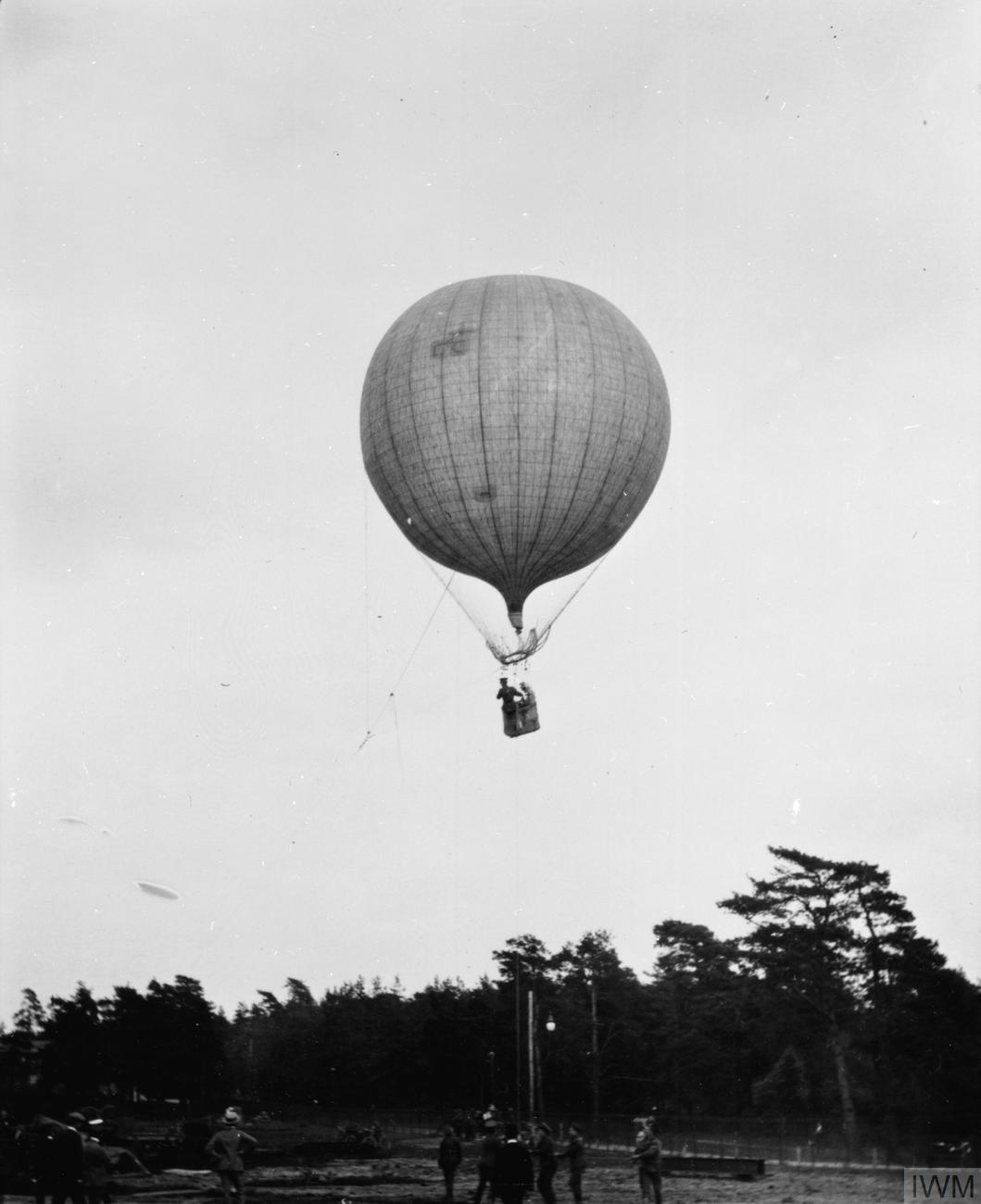
Globo de observación británico de 1908, típico ejemplo de los globos de observación anteriores a la Primera Guerra Mundial.

El globo de observación es un tipo de globo cautivo que es empleado como plataforma aérea para reunir información y dirección de artillería. El uso de los globos de observación empezó durante las Guerras revolucionarias francesas, alcanzando su cénit durante la Primera Guerra Mundial y siendo empleados de forma limitada hoy en día.
Históricamente, los globos de observación eran llenados con hidrógeno. Estos eran bolsas de tela llenos de aquel gas, cuya naturaleza inflamable causó la destrucción de cientos de globos en ambos bandos. Los observadores que tripulaban los globos tenían que usar con frecuencia un paracaídas para evacuar su globo cuando este era atacado. Para evitar las potencialmente inflamables consecuencias del hidrógeno, después de la Primera Guerra Mundial los globos de observación eran frecuentemente llenados con helio, que es un gas no inflamable.
Usualmente, los globos de observación están sujetos a un cable de acero unido a un cabestrante, que eleva el globo a la altitud deseada (generalmente 1.000-1.500 metros) y lo hace descender al final de la sesión de observación.  

## Historia

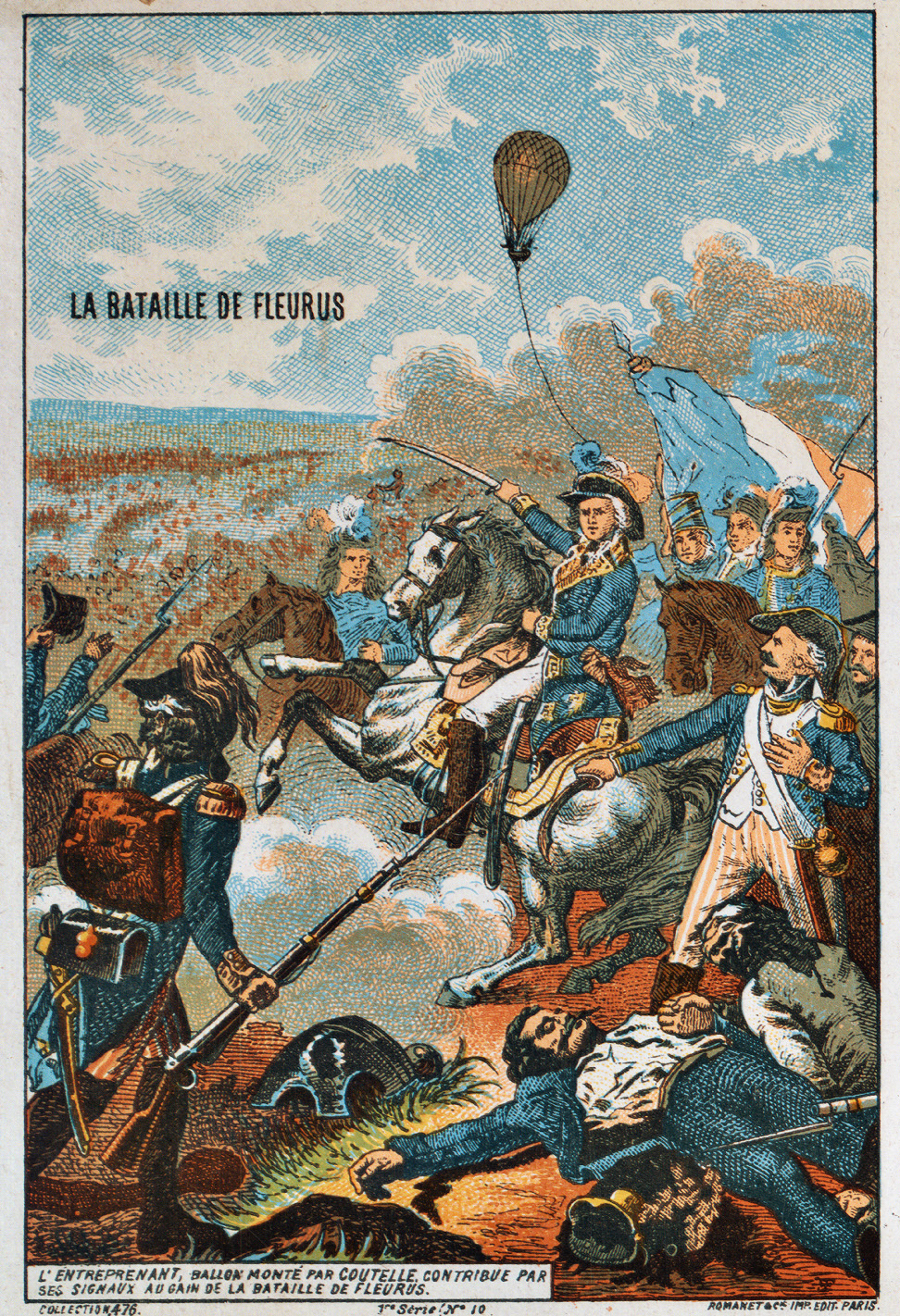
En la batalla de Fleurus, el 26 de junio de 1794, se utilizó por primera vez un globo (L'Entreprenant) con fines militares.

El Cuerpo de aeronautas francés empleó por primera vez los globos de observación con fines militares durante las guerras revolucionarias francesas, iniciando su uso durante la batalla de Fleurus. El globo de observación más antiguo que se conserva, L'Intrépide, está expuesto en el Museo de Historia Militar de Viena. Los globos de observación también fueron empleados por ambos bandos durante la Guerra de Secesión (1861-1865) y continuaron siendo empleados durante la Guerra franco-prusiana (1870-1871). Durante la Guerra de la Triple Alianza, un globo aerostático cautivo del ejército brasileño permitió observar a la artillería paraguaya. Esta observación tuvo lugar el 6 de julio de 1866, en la que el ingeniero militar argentino de origen polaco Roberto A. Chodasiewicz se convirtió en el primer militar latinoamericano en elevarse en globo. Los globos de observación fueron desplegados por primera vez por los Royal Engineers del Ejército británico durante las expediciones a Bechuanalandia en 1884 y Suakin en 1885. También fueron desplegados durante la segunda guerra bóer (1899-1902), donde fueron empleados para dirigir la artillería en la Batalla de Magersfontein y durante el Sitio de Ladysmith.

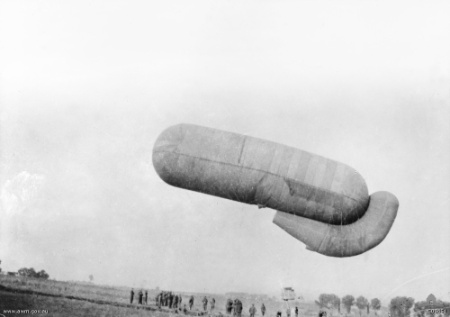
Globo británico tipo Parseval-Siegsfeld, 1916. La "cola" posterior se llena de aire automáticamente, a través de una abertura contra el viento.

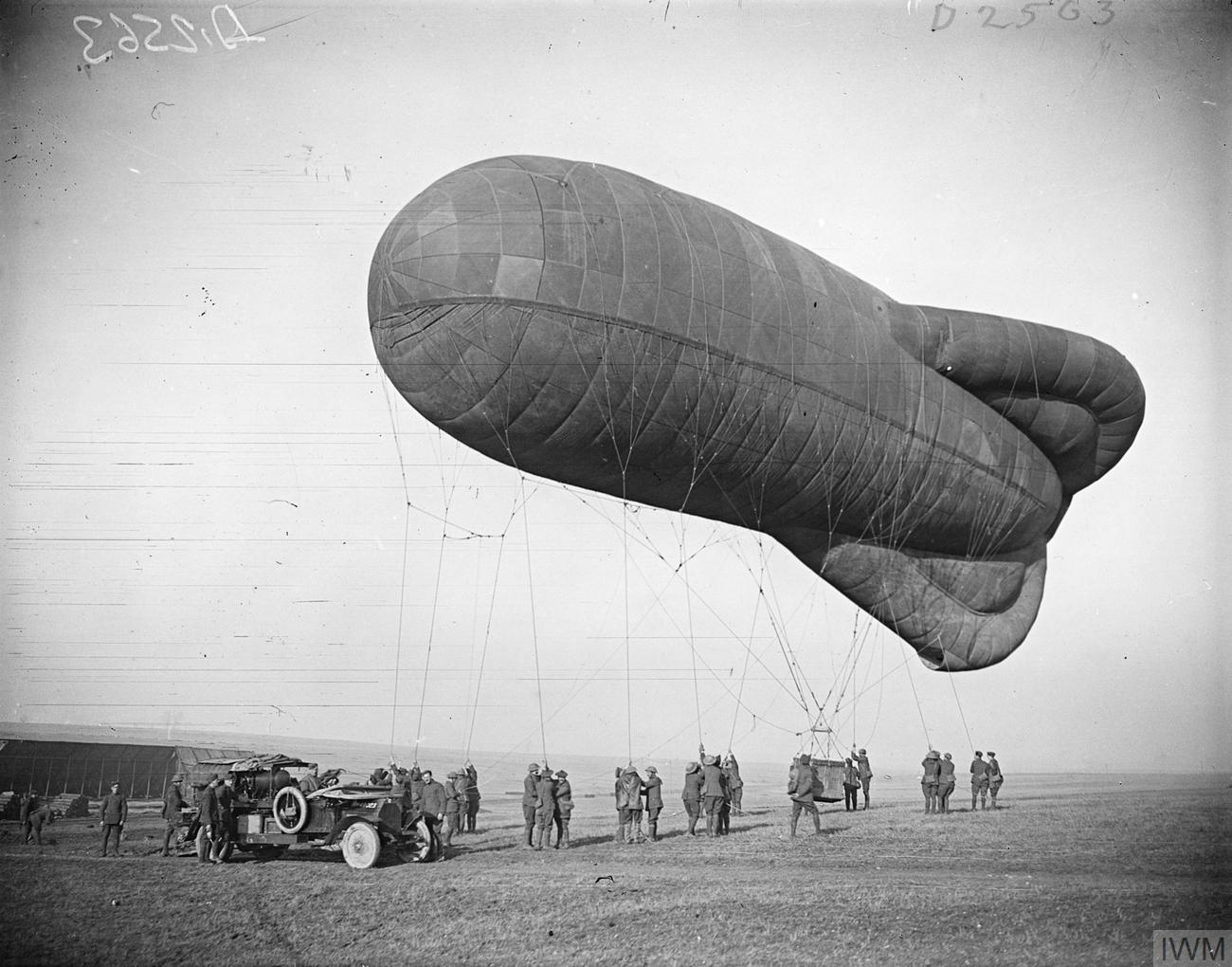
Globo cometa tipo Caquot, empleado por los Aliados desde mediados de la Primera Guerra Mundial.

El cénit del uso militar de los globos de observación fue durante la Primera Guerra Mundial, cuando fueron ampliamente desplegados por ambos bandos. Los británicos, a pesar de su experiencia a fines del siglo XIX en África, se habían quedado a la zaga de los avances y todavía empleaban globos esféricos. Estos fueron rápidamente reemplazados por modelos más avanzados, conocidos como globos cometa, que tenían forma aerodinámica para ser estables y poder operar en condiciones climáticas más adversas. Los alemanes desarrollaron primero el globo tipo Parseval-Siegsfeld, al cual los franceses respondieron rápidamente con el globo tipo Caquot. Para la Primera Guerra Mundial, la artillería se había desarrollado a tal punto que era capaz de atacar blancos más allá del alcance visual de un observador terrestre. Embarcando observadores de artillería a bordo de globos, generalmente emplazados a unos cuantos kilómetros detrás de las líneas del frente y de altitud, les permitía ver los blancos a una mayor distancia respecto a la cual podían hacerlo en tierra. Esto permitió a la artillería tomar ventaja de su incrementado alcance.
Debido a su importancia como plataformas de observación, los globos eran defendidos por cañones antiaéreos, grupos de ametralladoras para defensa a baja altitud y patrullas de cazas. Atacar a un globo de observación era una empresa arriesgada, pero algunos pilotos encaraban el reto. Los más exitosos eran conocidos como cazaglobos, entre los cuales figuraban el belga Willy Coppens, el alemán Friedrich Ritter von Röth, el estadounidense Frank Luke y los franceses Léon Bourjade, Michel Coiffard y Maurice Boyau. Muchos cazaglobos expertos tenían cuidado al no descender por debajo de 300 m para evitar los disparos de los cañones antiaéreos y las ametralladoras.
Los observadores que tripulaban los globos de la Primera Guerra Mundial fueron los primeros en emplear paracaídas, mucho antes que fuesen adoptados por los tripulantes de aviones. Estos eran un modelo primitivo, donde la parte principal estaba dentro de una bolsa suspendida del globo, con el tripulante apenas vistiendo un simple arnés alrededor de su cintura, con cuerdas unidas al paracaídas principal que estaba dentro de la bolsa. Cuando el aeronauta saltaba, la parte principal del paracaídas era jalada desde la bolsa, con las cuerdas de enfundado primero, seguidas por la cubierta principal. Este tipo de paracaídas fue adoptado por primera vez por los alemanes y posteriormente por los británicos y franceses para los tripulantes de sus globos de observación.
Hacia el final de la Primera Guerra Mundial, los globos de observación fueron empleados desde buques para ubicar y eliminar submarinos. Los globos de observación también jugaron un papel durante la Guerra Fría; por ejemplo, el Proyecto Mogul empleó globos de observación a gran altitud para monitorear las pruebas nucleares soviéticas. Sin embargo, hoy en día los aviones llevan a cabo la gran mayoría de operaciones. Los globos fueron empleados por las fuerzas militares estadounidenses y de la coalición en Irak y Afganistán.
En el idioma inglés, la expresión The balloon's going up! indica un próximo conflicto y se deriva del hecho que el mero ascenso de un globo de observación señalizaba el bombardeo artillero previo a una ofensiva.